# Raxaul Bazar
Raxaul Bazar là một thành phố và khu đô thị của quận Purba Champaran thuộc bang Bihar, Ấn Độ.

## Nhân khẩu
Theo điều tra dân số năm 2001 của Ấn Độ, Raxaul Bazar có dân số 41.347 người. Phái nam chiếm 54% tổng số dân và phái nữ chiếm 46%. Raxaul Bazar có tỷ lệ 58% biết đọc biết viết, thấp hơn tỷ lệ trung bình toàn quốc là 59,5%: tỷ lệ cho phái nam là 66%, và tỷ lệ cho phái nữ là 48%. Tại Raxaul Bazar, 18% dân số nhỏ hơn 6 tuổi.